# Francisco Pradilla

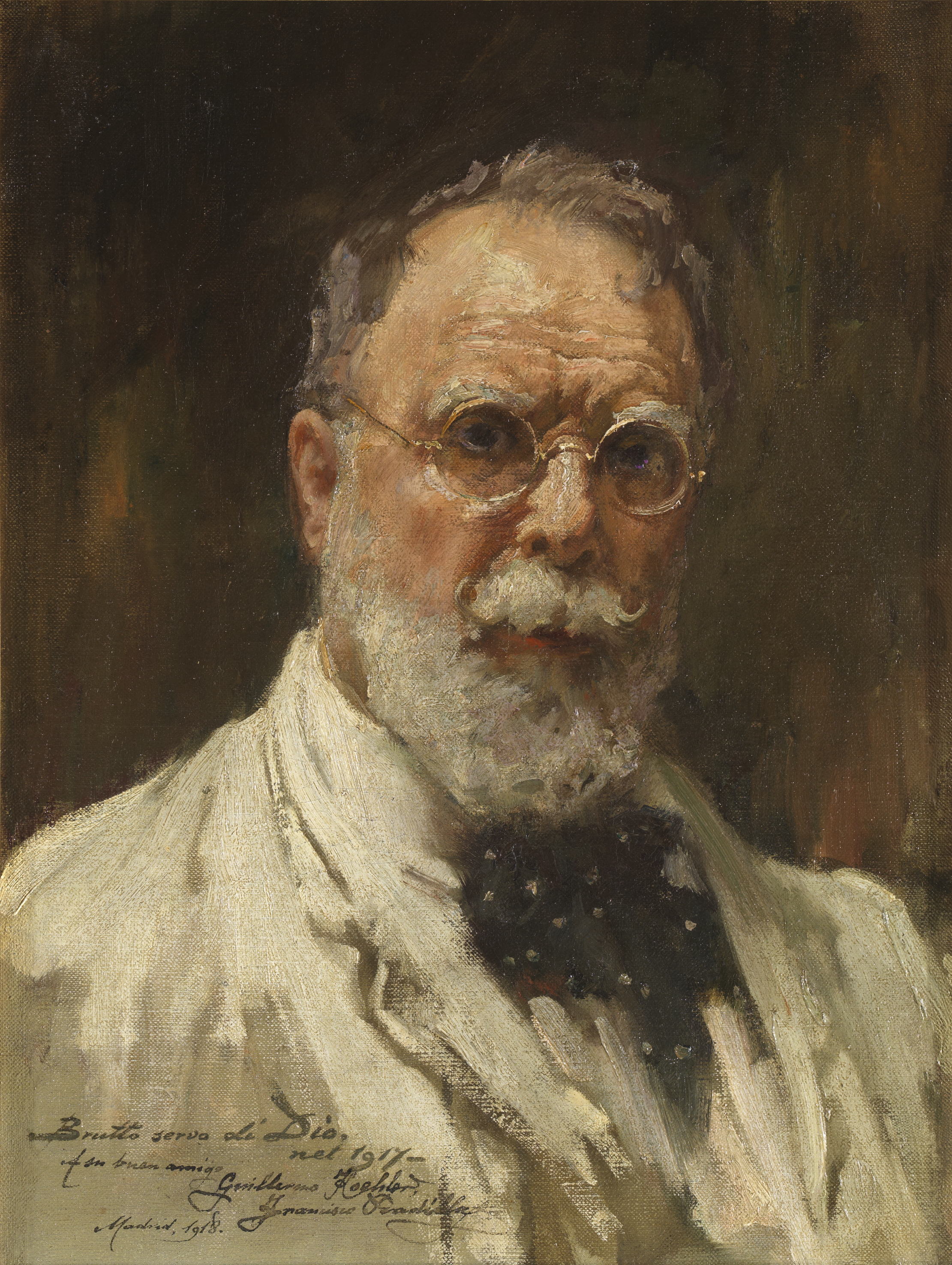
Francisco Pradilla, självporträtt 1917.

Francisco Pradilla y Ortiz, född den 24 juli 1847 i Villanueva de Gállego i provinsen Zaragoza, död den 1 november 1921 i Madrid, var en spansk målare.
Pradilla studerade i Madrid och Rom, där han länge vistades. Han väckte uppseende med den gripande framställningen av Johanna den vansinniga vid sin gemåls likkista: sceneriet en öde slätt, där kistan blivit nedställd, omgiven av brinnande vaxljus, stämningen en grå, blåsig höstdag, målningen med de svartklädda gestalterna mot himmelens drivande skyar brett och stort genomförd. Tävlan, som vann hedersmedalj i Paris 1878, finns i Madrids moderna museum. En praktmålning var Granadas överlämnande åt Ferdinand och Isabella (1882, i senatens sessionssal i Madrid). Med dessa monumentalverk hade Pradilla dokumenterat sig som en framstående målare, och han förblev en av sin samtids främsta spanska konstnärer. I flera spanska palats utförde han omfattande dekorativa målningar "af outtömlig fantasi och gestaltningsrikedom, saga och verklighet, historiska figurer, genier, gudinnor och amoriner, allt fylldt af berusande lif och strålande färglust", som Georg Nordensvan skriver i Nordisk familjebok. Han målade också i litet format gatubilder, romerska karnevalsscener med myller av figurer och motiv från stranden vid spanska havsbad – måleriskt praktfulla små konststycken, "fulla af rörlighet och ögonblickslif" (Nordensvan). Åren 1894–1902 var Pradilla direktör för Pradomuseet i Madrid.